# TVP Polonia
TVP Polonia (také známý jako TV Polonia, Telewizja Polonia nebo Telewizja Polska Polonia) je mezinárodní satelitní kanál televize Telewizja Polska (TVP).
Tento kanál je spolufinancován televizí TVP a polským ministerstvem zahraničních věcí a vysílá z ústředí TVP ve Varšavě.
TVP Polonia je zaměřena na polsky mluvící publikum, které se nachází mimo Polsko.
Vysílá mnoho pořadů také vysílaných domácím kanálem TVP kromě novinek z polských komunit po celém světě.

## Programy
- Słownik Polsko@Polski s TVP Wrocław vedoucí Jan Miodek
- Hranice dokořán – Rozmówki polsko-czeskie (replaye) s TVP Wrocław a Televizní studio Ostrava ČT24
- Polonia 24 vedoucí Agata Konarska, Karolina Dobrowolska, Piotr Maślak, Edyta Mikołajczyk, Przemysław Szubartowicz i Marek Zając
- Ojczyzna polszczyzna vedoucí Jan Miodek v TVP2
- Skarby Nieodkryte s TVP Wrocław
- Halo Polonia vedouci Agata Konarska a Marek Zając
- Reporter Polski vedoucí Magdalena Gwóźdź a Tomasz Wolny v TVP2
- KucinAlina vedoucí Alina Suder

## Programming

### Zpravodajství
- Wiadomości – v 20:00
- Teleexpress – v 17:30

### Polské seriály
- Święta wojna
- Rodzinka.pl
- Klan do 2010
- Plebania
- Ranczo
- Miłość nad rozlewiskiem
- Blondynka
- Ojciec Mateusz
- Magiczne Drzewo
- M jak miłość
- Barwy szczęścia
- Złotopolscy

## Distribuce
Kanál TVP Polonia je dostupný pro mnoho zemí po celém světě prostřednictvím kabelové televize či satelitem.
Také je přenášen nezašifrovanou podobou z různých satelitů.